# Chippawa
Chippawa – osada w Ontario, w Kanadzie. Obecnie stanowi administracyjnie część miasta Niagara Falls. Leży na zachodnim brzegu rzeki Niagara u ujścia rzeki Welland.
Nazwa pochodzi od zniekształconej nazwy plemienia Czipewejów (ang. Chippewa).
Przed budową kanału Welland, w Chippawie znajdował się południowy koniec okrężnej drogi, którą przenoszono ładunki do Queenston, gdzie ładowano je z powrotem na statki. Omijano w tej sposób wodospad Niagara, co uczyniło Chippawę jedną z pierwszych oraz najważniejszych osad w regionie. W późniejszych czasach ważność Chippawy zmalała.
Podczas wojny brytyjsko-amerykańskiej 5 lipca 1814 siły amerykańskie odniosły zwycięstwo w bitwie pod Chippawą.
W Chippawie wychowywał się reżyser James Cameron.